# Mohammed al-Qahtani
Mohammed al-Qahtani (in arabo محمد مانع أحمد القحطاني‎?; al-Kharj, 19 novembre 1979) è un terrorista saudita, sospettato di essere il ventesimo dirottatore del commando suicida dell'11 settembre.

## Biografia
Catturato a Dubai nel dicembre 2001 durante la battaglia di Tora Bora, venne internato nel campo di prigionia di Guantánamo Bay dove, dopo due anni di interrogatori, confessò l'esistenza di Abu Ahmad al-Kuwayti, messaggero di Osama bin Laden.